# Ranxeria Robinson
La ranxeria Robinson d'indis pomo de Califòrnia és una tribu reconeguda federalment de pomo de l'est al comtat de Lake (Califòrnia).

## Reserva
La reserva és la ranxeria Robinson, que es compon de dos llocs al comtat de Lake. Estan separats per vuit milles i junts sumen 113 acres (0,46 km²) de terres en fideïcomís. La secció més gran de la terra té 107 acres (0,43 km²). La segona secció es troba a l'oest, en les proximitats de 39° 08′ 24″ N, 122° 54′ 36″ O / 39.14000°N,122.91000°O. Dels aproximadament 477 membres de la tribu, 153 viuen a la reserva. La reserva és a prop de les comunitats de Nice, Upper Lake, i North Lakeport.
La tribu dirigeix llurs negocis des de Nice (Califòrnia).

## Història
El govern federal dels Estats Units terminà les relacions amb la tribu en 1956, però el judici Mabel Duncan, et al. v. US de 1981 va declarar aquesta terminació il·legal. Després de la terminació de la Vella Reserva Robinson el 1956 els membres de la tribu es van traslladar a les zones urbanes. El reconeixement federal de la tribu va ser restaurat en la dècada de 1960. El 1978 la ranxeria Robinson va organitzar un govern tribal i va adoptar la seva constitució el 1980. Molts membres de la tribu tornen a viure a la reserva.

## Govern
Els pomo Robinson són governats per un consell tribal de sis persones escollit democràticament. Els membres del consell són el cap tribal, el vicepresident i el secretari-tresorer, escollit per un mandat de dos anys.

## Desenvolupament ambiental i econòmic
La Robin Rancheria Environmental Center opera un viver de plantes natives i un centre de reciclatge. El centre també supervisa la qualitat de l'aigua local i manté carreteres les tribals.
La tribu també opera la Robinson Rancheria Resort and Casino, l'Aurora RV Marina and Park, i la Pomo Smoke Shop.